# ماريان زيمان
ماريان زيمان (بالسلوفاكية: Marián Zeman)‏ هو لاعب كرة قدم ومدرب كرة قدم سلوفاكي في مركز الدفاع، ولد في 7 يوليو 1974 في براتيسلافا في سلوفاكيا. شارك مع منتخب سلوفاكيا لكرة القدم. أما مع النوادي، فقد لعب مع إسطنبول سبور وفيتيسه آرنهم ونادي باوك ونادي بيرا مار ونادي سلوفان براتيسلافا ونادي غراسهوبر زيوريخ.

## وصلات خارجية
- ماريان زيمان على موقع الاتحاد الدولي (مؤرشف)  (الإنجليزية)
- ماريان زيمان على موقع اتحاد تركيا (لاعب) (الإنجليزية)
- ماريان زيمان على موقع قاعدة بيانات كرة القدم.إي يو (الإنجليزية)
- ماريان زيمان على موقع ناشيونال فوتبول تيمز (الإنجليزية)
- ماريان زيمان على موقع عالم كرة القدم.نت (الإنجليزية)